# Хайновка
Хайновка (укр. Хайнівка) — село в Александровской поселковой общине Кропивницкого района Кировоградской области Украины.
До 2020 года входило в Александровский район
Население по переписи 2001 года составляло 57 человек. Почтовый индекс — 27332. Телефонный код — 5242. Код КОАТУУ — 3520587003.